# Ойас
Ойа́с (фр. Oyace) — коммуна в Италии, располагается в регионе Валле-д’Аоста.
Население составляет 214 человека (2008 г.), плотность населения составляет 7 чел./км². Занимает площадь 30 км². Почтовый индекс — 11010. Телефонный код — 0165.
Покровителем коммуны почитается святой Архангел Михаил, празднование 29 сентября.

## Демография
Динамика населения:

## Галерея

Панорама
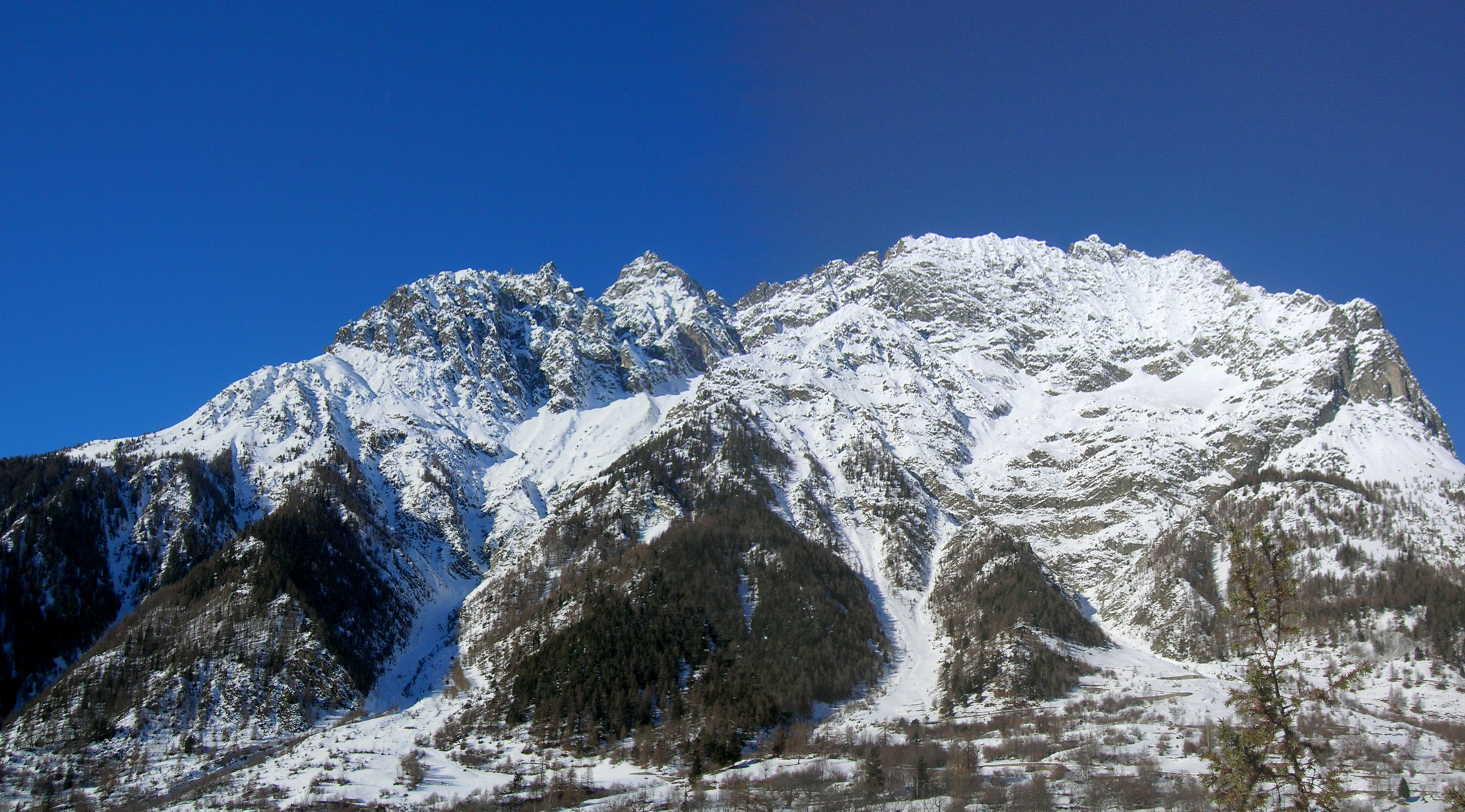
Вид на горы, окружающие Ойас
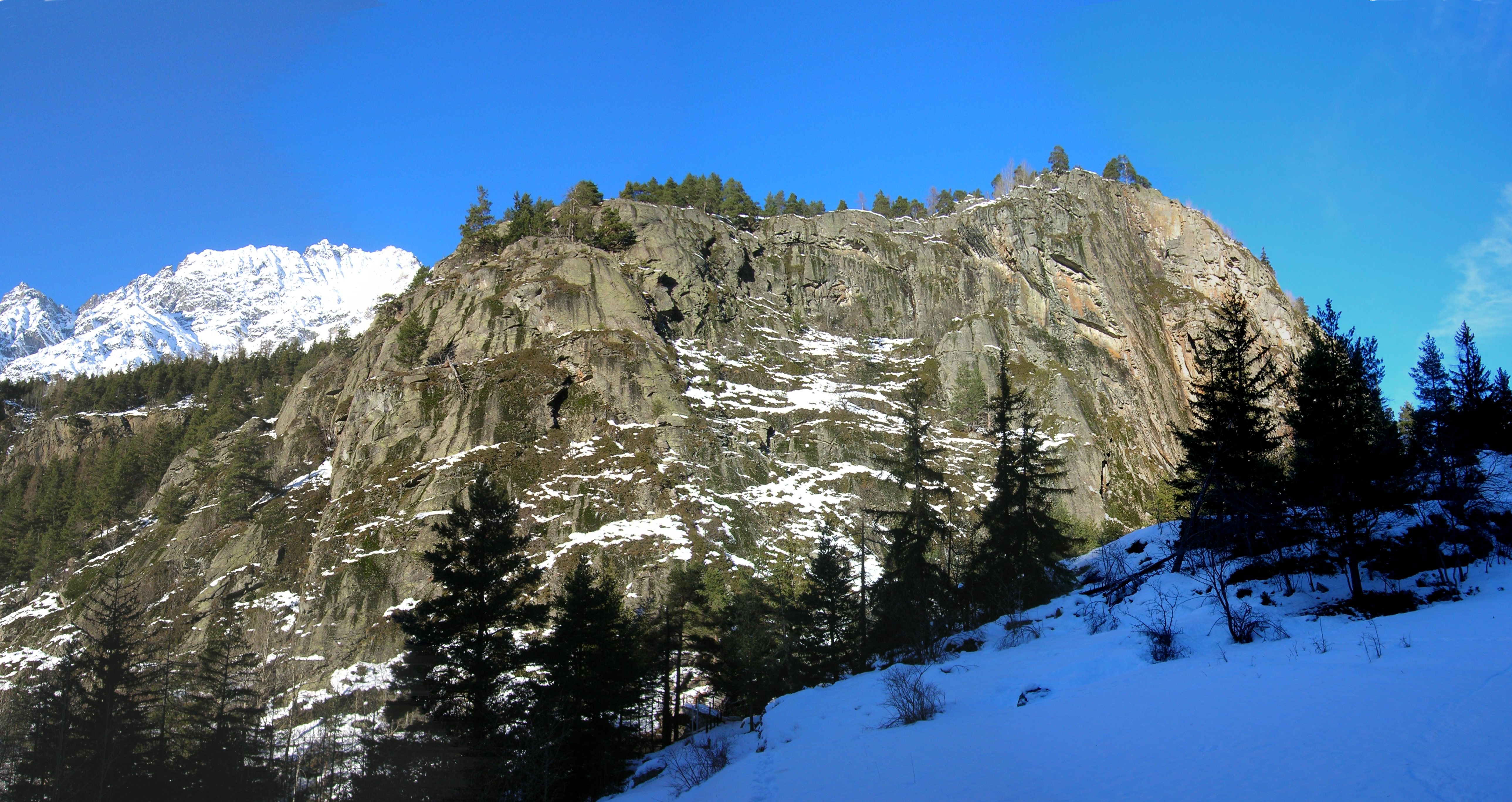
Вид на горы, окружающие Ойас
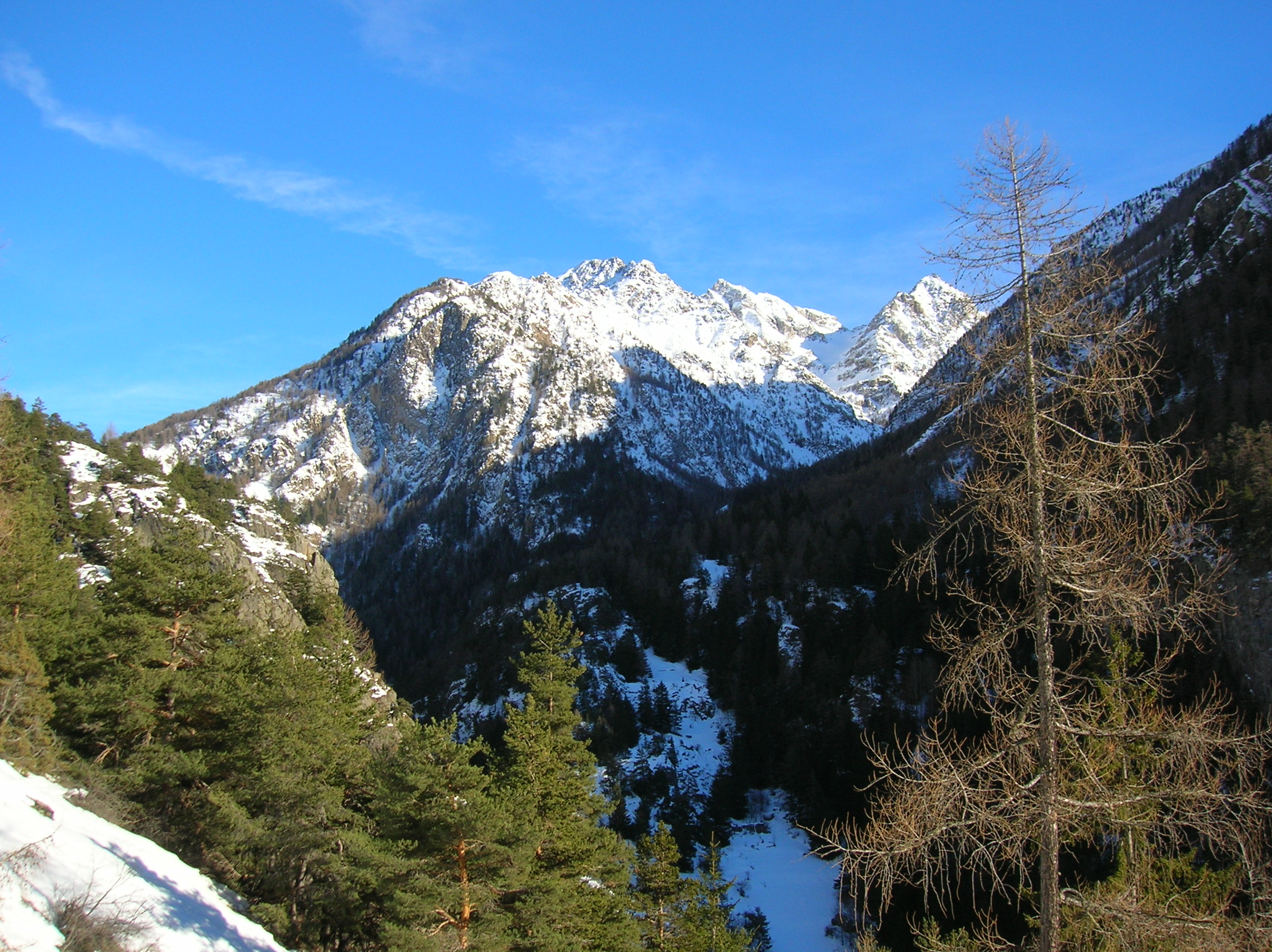
Вид на горы, окружающие Ойас
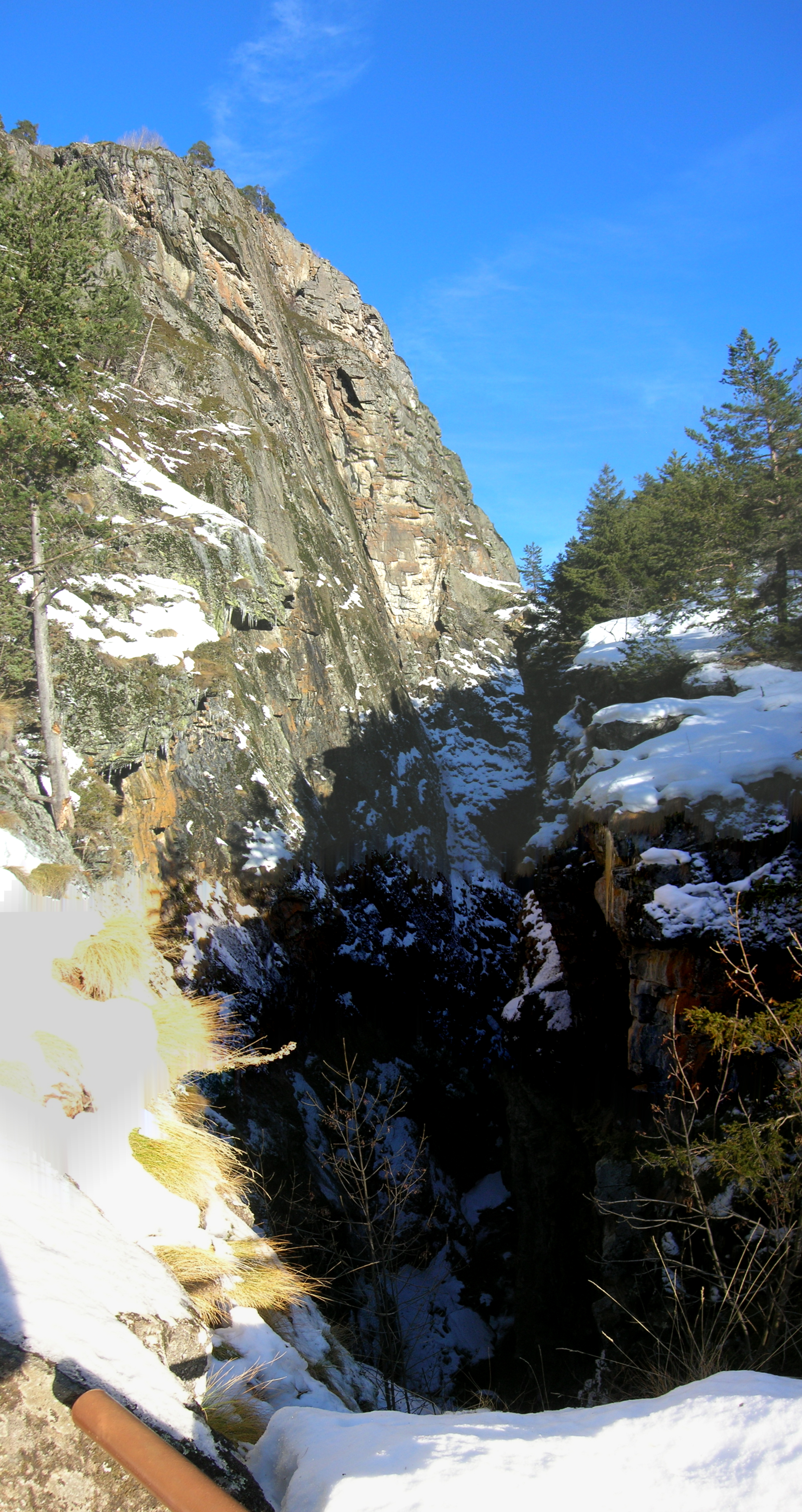